# Thoralf Cleven
Thoralf Cleven ist ein deutscher Journalist und war Chefredakteur der Regionalzeitung Märkische Allgemeine mit Sitz in Potsdam. Zuvor, von Juni 2011 bis zum Frühjahr 2012, leitete er das Hauptstadtbüro der Madsack-Gruppe in Berlin. Davor war er stellvertretender Chefredakteur der Ostsee-Zeitung. Am 1. Juli 2017 hat Hannah Suppa von der Hannoverschen Allgemeinen Zeitung (HAZ) die Chefredaktion der MAZ in Potsdam übernommen. Thoralf Cleven ist seitdem Chefautor im Berliner Büro des RND (Redaktionsnetzwerk Deutschland), einer redaktionellen Tochterfirma der Madsack-Mediengruppe.